# Raion de Sumy
Raion de Sumy (em ucraniano:  Сумський район, transl. Sumskyj rajon) é um raion da Ucrânia localizado no oblast homônimo. Tem a cidade de Sumy como centro administrativo, sendo que possuía uma população estimada em 434 316 habitantes no começo de 2022.
Após uma grande reorganização dos raions feita no ano de 2020, o distrito de Sumy passou a ter uma área de 6 499,4 km² e incorporou a si três antigos raions: Lebedyn, Bilopillia e Krasnopillia.